# آپریل پیرسون
آوریل پیرسون (انگلیسی: April Pearson؛ زادهٔ ۲۳ ژانویهٔ ۱۹۸۹) هنرپیشه اهل بریتانیا است. بهترین نمایش او بازی در سریال اسکینز است.
او همچنین در سال ۲۰۱۵ در فیلم عصر کشتن بازی کرده‌است.